# جیهون‌آباد
جیهون‌آباد ، روستایی از توابع بخش شرا شهرستان همدان در استان همدان ایران است.

## جمعیت
این روستا در دهستان جیحون دشت قرار دارد و براساس سرشماری مرکز آمار ایران در سال ۱۳۹۵، جمعیت آن ۵۶۹ نفر (۱۸۳خانوار) بوده‌است.